# Angelo Torricelli
Angelo Torricelli (magyarosan: Tor(r)icelli Angelo) (Palermo, 1869 – Palics, 1944) Magyarországon, később Jugoszláviában élő, dolgozó olasz vívómester.

## Életútja
Elvégezte a neves olasz vívómesterképző intézetet, a római Scuola magistrale militare di scherma-t. A kétéves képzés után katonai vívómesterként a 3. lovasezrednél szolgált (Reggimento „Savoia Cavalleria” (3º)). 1892 májusában tagja volt annak a csapatnak, amely Londonban, a Királyi Katonai Tornán (Royal Military Tournament) bemutatta az olasz vívás legújabb eredményeit. A csapatot Masaniello Parise alezredes (1850–1910), a Scuola magistrale igazgatója vezette, további tagjai voltak: Italo Santelli, Agesilao Greco és Vincenzo Drosi.
Santelli 1896-ban Budapesten megnyerte a millenniumi vívóverseny mesterek részére kiírt kardversenyét. Látványos sikerének köszönhetően meghívták a Magyar AC (Magyar Atlétikai Club) vívómesterének. Valamikor 1897-1898 táján Italo Santelli meghívására Torricelli is Magyarországon kezdett oktatni, előbb Szegeden, később pedig Budapesten. Gerentsér László 1897 és 1898 között, Szegeden volt az olasz vívómester tanítványa. Budapesten a Fővárosi Vívó Club vívómestere volt. 1910-ben ünnepelte fővárosi ténykedésének tizedik jubileumát.
Az első világháború előtt Szabadkán telepedett le és ott folytatta az olasz vívás oktatását, egészen az 1944-ben bekövetkezett haláláig. 1915-ben palicsfürdői lakosként kérvényezte a magyar állampolgárságot, a belügyminiszter 1915. augusztus 21-én kelt rendelete alapján meg is kapta azt, Torricelli az állampolgári esküt augusztus 30-án tette le. Magyar állampolgárként bevonult a honvédséghez: 1917. július 1-től népfelkelő zászlós a 6. honvéd gyalogezrednél, 1918. január 1-től pedig tisztjelölt ugyanott.
Palicson van eltemetve.

## Híres tanítványai
- Földes Dezső
- Gerentsér László

## Emlékezete
- Palicson egy utca viseli a nevét: Angelo Torricelli utca (Lipar utca).[6] A szabadkai képviselőtestület 2003. november 10-én tartott ülésén határozott az utcanév megváltoztatásáról.[7]

Toricelli mester eszményi tanár volt. Mindama mesterek között, akikkel életem folyamán itthon és külföldön találkoztam, őt tartottam a legértékesebb pedagógusnak. Tőle tanultam a legtöbbet, kérlelhetetlen pontosságot a tanításban és a tanulásban egyaránt. De nemcsak a legtökéletesebb oktató és rendkívül rokonszenves egyén volt, hanem egyúttal az olasz vívás klasszikus hagyományainak féltékeny őrzője is. Az ő oktatása, tanítványaira gyakorolt lelki befolyása nagyban hozzájárult ahhoz, hogy később mint mester és szakíró, én is egész életemen keresztül megőriztem a klasszikus hagyományokhoz való szigorú ragaszkodást.